# Acronychia oblongifolia
Acronychia oblongifolia là một loài thực vật có hoa trong họ Cửu lý hương. Loài này được (A.Cunn. ex Hook.) Endl. ex Heynh. mô tả khoa học đầu tiên năm 1846.

## Hình ảnh

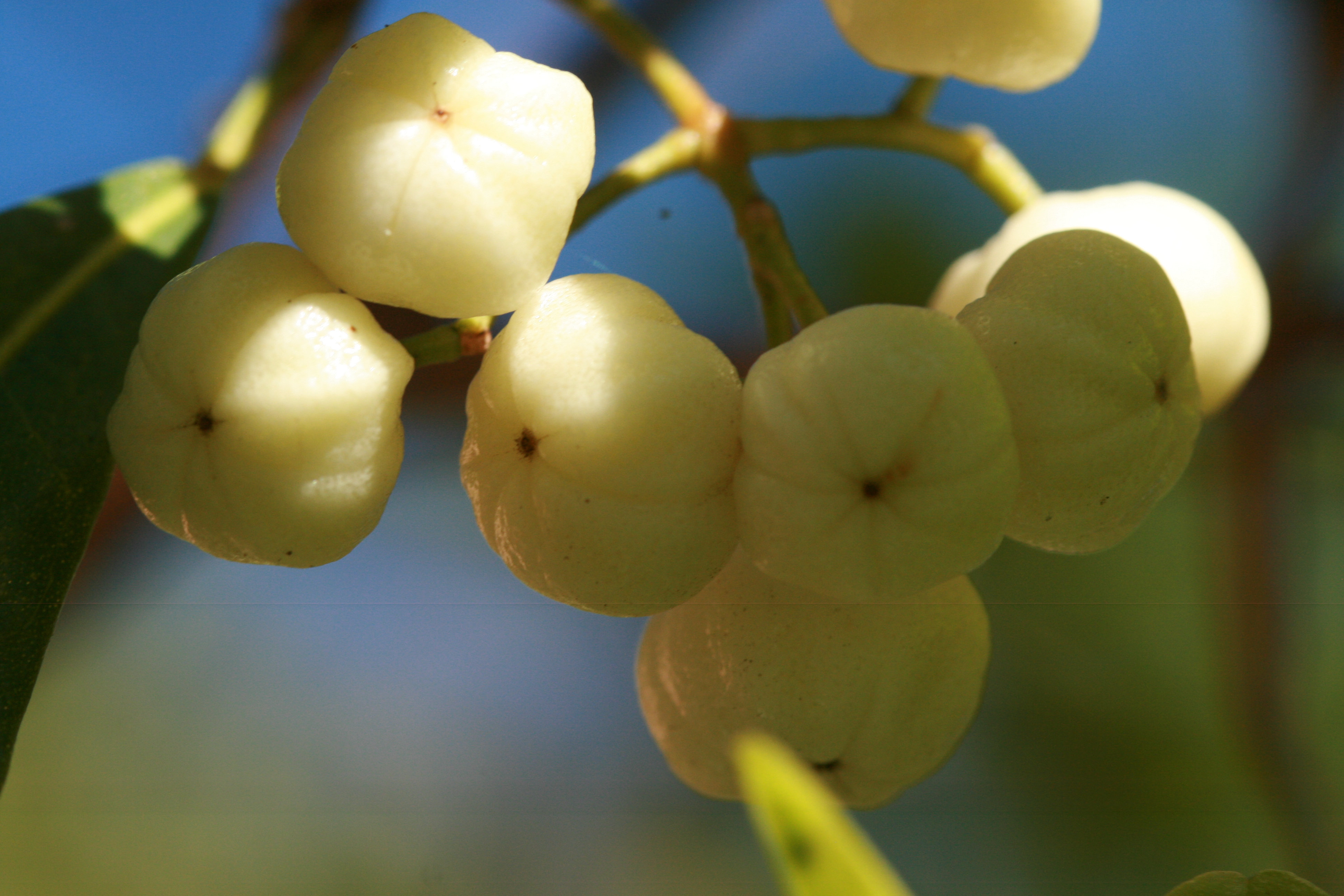